# Telestula kuekenthali
Telestula kuekenthali är en korallart som beskrevs av F. Weinberg 1990. Telestula kuekenthali ingår i släktet Telestula och familjen Clavulariidae. Inga underarter finns listade i Catalogue of Life.